# لندمارک ورلدواید
لندمارک ورلدواید (انگلیسی: Landmark Worldwide) شرکت نرم‌افزار آمریکایی است، که در سال ۱۹۹۱ تأسیس شد.